# Les Magny
Les Magny település Franciaországban, Haute-Saône megyében. Lakosainak száma 146 fő (2022. január 1.). Les Magny Villersexel, Cubry, Abbenans, Autrey-le-Vay, Fallon, Mélecey, Pont-sur-l’Ognon és Villers-la-Ville községekkel határos.

## Népesség
A település népességének változása:
| Lakosok száma | 137  | 140  | 141  | 139  | 140  | 141  | 143  | 146  | 146  |
|               | 2013 | 2015 | 2016 | 2017 | 2018 | 2019 | 2020 | 2021 | 2022 |